# Endococcus brachysporus
Endococcus brachysporus är en lavart som först beskrevs av Friederich Wilhelm Zopf, och fick sitt nu gällande namn av M. Brand & Diederich 1999. Endococcus brachysporus ingår i släktet Endococcus, klassen Dothideomycetes, divisionen sporsäcksvampar och riket svampar.  Arten är reproducerande i Sverige. Inga underarter finns listade i Catalogue of Life.